# 푸몐구
푸몐구(복면구, 중국어 간체자: 福绵区, 정체자: 福綿區)는 중화인민공화국 광시 좡족 자치구 위린 시의 시할구이다. 1997년에 신설되었으며 면적은 787km2, 인구는 350,000명이다. 2004년 기준으로 관리구 전체 GDP는 14.4억 위안이다.

## 행정 구역
6개 진을 관할한다.
- 福綿鎮
- 成功鎮
- 樟木鎮
- 新橋鎮
- 沙田鎮
- 石和鎮